# Бондарчук, Алёна Сергеевна
Алёна Серге́евна Бондарчу́к (31 июля 1962, Москва — 7 ноября 2009, Москва) — советская и российская актриса театра и кино.

## Биография
Родилась 31 июля 1962 года в Москве. Вместе с братом Фёдором Бондарчуком воспитывалась бабушкой Юлией Николаевной Скобцевой (1904—1999).
Окончила Школу-студию МХАТ в классе педагога Е. А. Евстигнеева.
Снявшись в нескольких фильмах в 1980-е годы, сосредоточилась на работе в театре. Она работала в Театре имени А. С. Пушкина, затем в Театре имени Моссовета.
С 1998 года — одна из ведущих актрис МХАТа имени А. М. Горького.
В 2003 году пришла работать в частный театр «Империя звёзд».
Скончалась в возрасте 47 лет 7 ноября 2009 года в Москве от рака. Похоронена 10 ноября на Новодевичьем кладбище в Москве рядом с отцом Сергеем Бондарчуком.

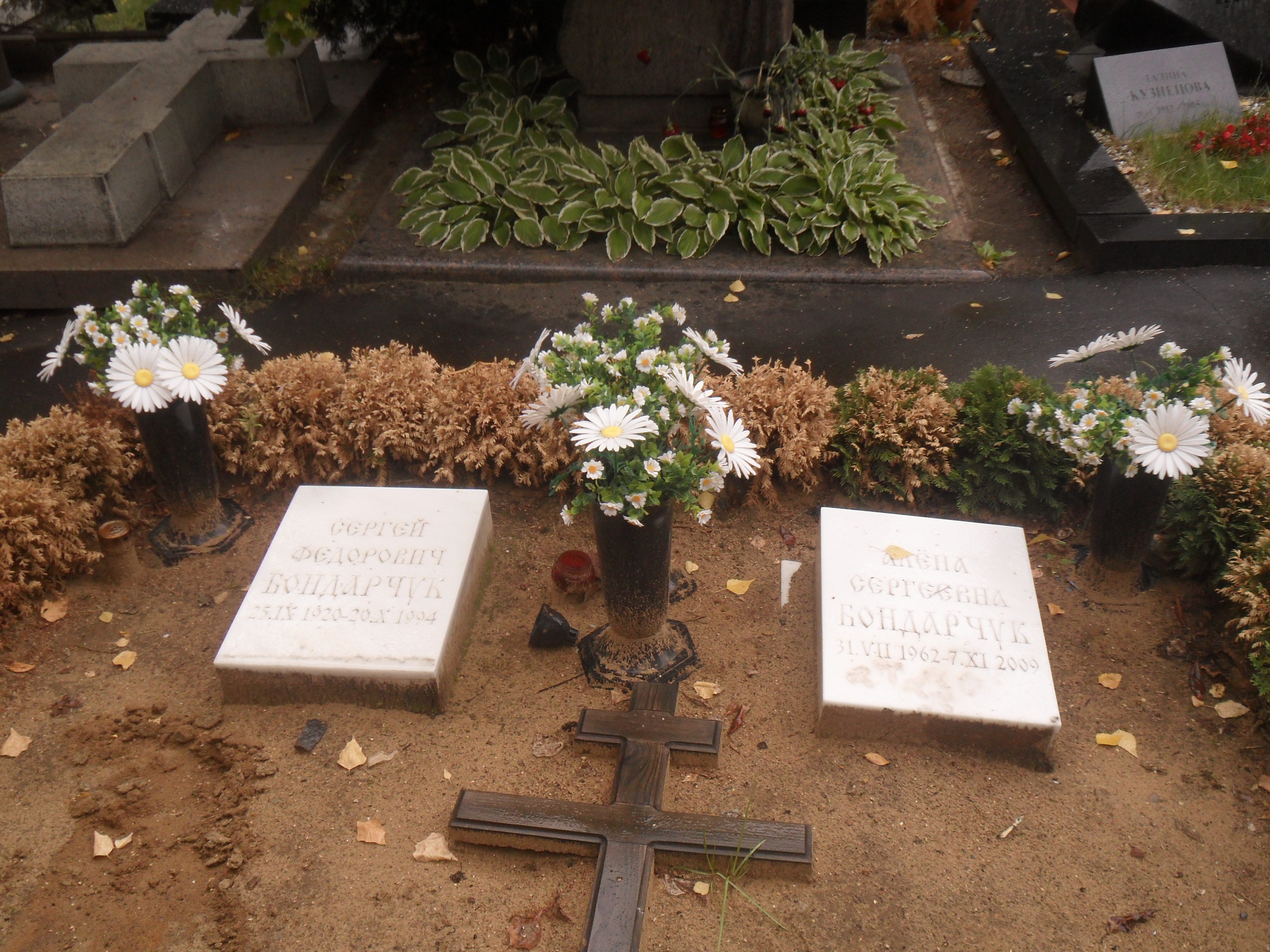
Могила режиссёра Сергея Бондарчука и актрисы Алёны Бондарчук

### Семья
Отец — Сергей Бондарчук (1920—1994), режиссёр, сценарист, актёр. Герой Социалистического Труда (1980), народный артист СССР (1952).
Мать — Ирина Скобцева (1927—2020), народная артистка РСФСР (1974).
Брат — Фёдор Бондарчук (род. 1967), режиссёр, сценарист, актёр, продюсер.
Единокровная сестра  — Наталья Бондарчук (род. 1950), актриса, режиссёр, заслуженная артистка РСФСР (1977), заслуженный деятель искусств РФ (2009).
Единокровный брат — Алексей Бондарчук (15.01.1947 — 02.12.2021), математик.
Сын — Константин Крюков (род. 1985), актёр.
Была замужем за Виталием Дмитриевичем Крюковым (род. 11.01.1949) — учёным-геммологом, доктором философии.

## Театральный репертуар
Во МХАТе им. Горького, Пушкинском театре, театре Моссовета, театре Империя звёзд:
- «Медведь» А. П. Чехов;
- «На всякого мудреца довольно простоты» А. Н. Островский;
- «Братья Карамазовы» — Ф. М. Достоевский.

Со спектаклем «Дорогая Елена Сергеевна» ездила на гастроли в Америку. Играла в спектаклях «Оскар» (реж. Пётр Штейн) роль Мадам Барнье, «Трамвай „Желание“» (реж. Александр Марин) роль Бланш.

## Фильмография
| Год       |   | Название                     | Роль                                       |
| --------- | - | ---------------------------- | ------------------------------------------ |
| 1982      | ф | Живая радуга                 | мама Миши                                  |
| 1983      | ф | Парижская драма              | Аликс                                      |
| 1984      | ф | Время и семья Конвей         | Мейдж (в молодости)                        |
| 1984      | ф | Похищение                    | мама                                       |
| 1984      | ф | Приходи свободным            | Елена                                      |
| 1986      | ф | Карусель на базарной площади | Зинаида                                    |
| 1986      | ф | Борис Годунов                | царевна Ксения                             |
| 1991      | с | Дело Сухово-Кобылина         | графиня                                    |
| 1992      | с | Тихий Дон                    | Наталья                                    |
| 2000      | ф | Сергей Бондарчук             | камео                                      |
| 2003      | ф | Экспресс Петербург-Канны     | Имя персонажа не указано                   |
| 2003      | с | Бедная Настя                 | императрица Александра Фёдоровна           |
| 2003      | ф | Янтарные крылья              | Елена                                      |
| 2004      | с | Дорогая Маша Березина        | мать Маши Березиной                        |
| 2004      | с | Сыщики 3                     | Полудьякова (серия «Долгая ночь мертвеца») |
| 2005      | ф | Запасной инстинкт            | Галя                                       |
| 2006      | ф | Тихий Дон                    | Наталья Коршунова                          |
| 2007      | ф | Я остаюсь                    | Анна                                       |
| 2007      | ф | Одна ночь любви              | императрица Александра Фёдоровна           |
| 2008—2009 | с | Гаишники                     | Лариса Сергеевна, врач                     |
| 2010      | ф | Одноклассники                | мать Феди                                  |